# Wapen van Aalter

Het wapen van Aalter

Het wapen van Aalter werd aan de Oost-Vlaamse gemeente Aalter toegekend bij MB van 8 juli 1986. Het wapen wordt als volgt geblazoeneerd:

In keel een ankerkruis van zilver, een schildhoofd van goud met een gaande leeuw van sabel, geklauwd en getongd van keel.

## Symboliek van het wapen
Het zilveren ankerkruis verwijst naar de heren van de Woestijne, die het grondgebied van de deelgemeenten Aalter en Bellem in hun bezit hadden tot 1379. In dat jaar werd het Land van de Woestijne verkocht aan de graaf van Vlaanderen. De graaf schonk het domein op zijn beurt aan de heer van Praet (zie hieronder). De leeuw in het schildhoofd verwijst naar de heren van Poeke. Bijgevolg symboliseert het kruis de deelgemeenten Aalter en Bellem, en de leeuw de deelgemeente Poeke.

## Wapen vóór de fusie
Vóór de fusie in 1976 voerde de gemeente Aalter een wapen dat verwees naar de heren van Praet, die het Land van Woestijne tussen 1379 en 1488 en later opnieuw in de 18e eeuw in hun bezit hadden. Het wapen van de familie van Praet werd, mits een wijziging in de kleuren, aan de gemeente verleend bij KB van 18 december 1903.

Het wapen tussen 1903 en 1976

## Verwante symbolen en wapens

De vlag van de fusiegemeente Aalter
Het wapen van Poeke, waaraan de leeuw ontleend is
Het wapen van de heren van Praet, de inspiratiebron voor het oude wapen

Aalst · Aalter · Assenede · Berlare · Beveren · Brakel · Buggenhout · De Pinte · Deinze · Denderleeuw · Dendermonde · Destelbergen · Eeklo · Erpe-Mere · Evergem · Gavere · Gent · Geraardsbergen · Haaltert · Hamme · Herzele · Horebeke · Kaprijke · Kluisbergen · Knesselare · Kruibeke · Kruishoutem · Laarne · Lebbeke · Lede · Lierde · Lochristi · Lokeren · Lovendegem · Maarkedal · Maldegem · Melle · Merelbeke · Moerbeke · Nazareth · Nevele · Ninove · Oosterzele · Oudenaarde · Ronse · Sint-Gillis-Waas · Sint-Laureins · Sint-Lievens-Houtem · Sint-Martens-Latem · Sint-Niklaas · Stekene · Temse · Waarschoot · Waasmunster · Wachtebeke · Wetteren · Wichelen · Wortegem-Petegem · Zele · Zelzate · Zingem · Zomergem · Zottegem · Zulte · Zwalm